# Марк Буису
Булоњ Бијанкур
Марк Емил Буису (фр. Marc Émile Bouissou; 6. април 1931 — Булоњ Бијанкур, 23. новембар 2018) био је француски веслачки репрезентативац, члан Веслачког клуба Метро из Париза. Најчешће је веслао у четверцу без кормилара.
Са француским четверцем без кормилара, учествовао је на Летњим олимпијским играма 1952. у Хелсинкију. Освојили су сребрну медаљу иза четверца Југославије. Француски четверац је веслао у саставу: Пјер Блондио, Жан-Жак Гисар, Марк Буису и Роже Готје.